# 郡山新木山古墳
郡山新木山古墳（こおりやまにきやまこふん）は、奈良県大和郡山市新木町にある古墳。形状は前方後円墳。
実際の被葬者は明らかでないが、宮内庁により「郡山陵墓参考地」（被葬候補者：第50代桓武天皇尚蔵阿倍古美奈）として陵墓参考地に治定されている。

## 概要
| 古墳名         | 形状       | 築造時期      | 史跡       |
| -------------- | ---------- | ------------- | ---------- |
| 小泉大塚古墳   | 前方後円墳 | 3c末-4c初頭   | 県指定     |
| 富雄丸山古墳   | 円墳       | 4c後半        | なし       |
| 郡山新木山古墳 | 前方後円墳 | 4c末-5c初頭   | 陵墓参考地 |
| 六道山古墳     | 前方後円墳 | 5c末-6c初頭   | なし       |
| 小泉東狐塚古墳 | 前方後円墳 | 6c前半-中葉   | （消滅）   |
| 割塚古墳       | 円墳       | 6c前半-中葉   | 市指定     |
| 小泉狐塚古墳   | 円墳       | 6c後半-7c初頭 | （消滅）   |
| 笹尾古墳       | 円墳       | 6c末-7c前半   | なし       |

奈良盆地北西部、東を秋篠川・佐保川、西を富雄川に挟まれた緩やかな西の京丘陵の最南端に築造された大型前方後円墳である。これまでに墳丘は大きく改変を受けているほか、2012年度（平成24年度）に宮内庁書陵部による墳丘周囲の発掘調査が実施されている。
墳形は前方後円形で、前方部を南南西方向に向ける。墳丘は3段築成。墳丘外表では葺石・埴輪が検出されている。墳丘の西側くびれ部には造出を付し、囲形埴輪・笊形土器が検出されている。また墳丘周囲には盾形（または馬蹄形）の周濠が巡らされる。埋葬施設は未調査のため明らかでなく、副葬品も詳らかでない。墳丘周辺にはかつて陪塚と見られる古墳数基が存在したというが、現在はすべて消滅している。
築造時期は、古墳時代中期前半の4世紀末-5世紀初頭（川西編年III期）頃と推定される（かつては古墳時代後期の築造と推定された）。実際の被葬者は明らかでないが、かつて阿倍古美奈（第50代桓武天皇尚蔵、784年死去）の墓に擬されたことがあり、現在では宮内庁により陵墓参考地に治定されている。

## 遺跡歴
- 江戸時代
  - 延宝9年（1681年）の『大和名所記』に「美濃山二基陵」として記載[2]。
  - 『和州郡山藩家中図』に「新木山」として記載[2]。
- 明治5年（1872年）、大和郡山県内の陵墓取調絵図に掲載[2]。
- 1893年（明治26年）、『大和国古墳墓取調書』に記載[2]。
- 1897年（明治30年）、宮内省（当時）により郡山陵墓参考地に治定[2]。
- 1937年（昭和12年）、臨時陵墓調査委員会が陵墓参考地の治定解除を答申（しかしその後解除には至らず）[1]。
- 2012年度（平成24年度）、整備工事予定区域の事前調査（宮内庁書陵部、2013年に報告）[2]。
- 2014年度（平成26年度）、外構柵整備工事に伴う立会調査（宮内庁書陵部、2015年に報告）[5]。

## 墳丘
墳丘の規模は次の通り。
- 墳丘長：122.5メートル
- 後円部
  - 直径：72メートル
  - 高さ：10.7メートル
- 前方部
  - 長さ：59メートル
  - 幅：7.5メートル
  - 高さ：9メートル